# Dương Quang Trung
Dương Quang Trung (sinh ngày 03 tháng 9 năm 1928 mất ngày 22 tháng 6 năm 2013) biệt hiệu Tư Trung là một bác sĩ người Việt Nam.

## Sự nghiệp
Ông sinh tại An Xuyên – Cà Mau. Ông từng giữ nhiều chức vụ quan trọng trong ngành y tế của Thành phố Hồ Chí Minh như nguyên Thành ủy viên, nguyên Phó Chủ tịch Ủy ban mặt trận Tổ quốc Thành phố, nguyên đại biểu Hội đồng nhân dân Thành phố, Ủy viên Ủy ban nhân dân Thành phố, nguyên Giám đốc Sở Y tế Thành phố, nguyên Phó Trưởng ban Bảo vệ chăm sóc sức khỏe cán bộ Thành phố, nguyên Giám đốc Trung tâm Đào tạo và Bồi dưỡng cán bộ y tế Thành phố (nay là trường Đại học Y khoa Phạm Ngọc Thạch), Phó Chủ tịch Tổng hội Y học Việt Nam, Chủ tịch Hội Y học thành phố.

## Thành tích
Ông được phong tặng danh hiệu và được trao tặng như sau:
- Anh hùng Lao động
- Thầy thuốc Nhân dân
- Viện sĩ Viện Hàn lâm phẫu thuật Pháp
- Tiến sĩ y khoa
- Huân chương Kháng chiến chống Pháp hạng nhì
- Huân chương Kháng chiến chống Mỹ hạng nhất
- Huân chương Lao động hạng nhất
- Huy chương Vì sức khỏe nhân dân
- Huy hiệu 60 năm tuổi Đảng.